# Instituto Warburg
O Instituto Warburg é uma instituição de pesquisa associada à Universidade de Londres. Membro da School of Advanced Study (Escola de Estudos Avançados), seu foco é o estudo da influência da Antiguidade Clássica sobre todos os aspectos da civilização européia.

## História
O Instituto foi fundado por Aby Warburg (1866-1929), um estudioso da arte e cultura da Renascença. Warburg ficou insatisfeito com as abordagens puramente estilísticas da História da Arte e defendeu uma abordagem mais interdisciplinar. Enquanto estudava a cultura do renascimento florentino, aumentou seu interesse quanto à influência da Antiguidade na cultura moderna, e, enquanto professor da Universidade de Hamburgo, montou sua biblioteca pessoal a partir desta questão.
A Warburg seguiu-se seu colega professor Fritz Saxl (1890-1948), que transformou a coleção de Warburg num instituto de pesquisa, a Kulturwissenschaftliche Bibliothek Warburg, afiliada à Universidade de Hamburgo. Em 1934, sob o regime nazista, o instituto mudou-se de Hamburgo para Londres. Em 1944 tornou-se associada à Universidade de Londres, e em 1994 tornou-se um instituto da School of Advanced Study.

## Campus
O Instituto ocupa um grande edifício na Universidade de Londres, no campus de Bloomsbury. Construído em 1957, e adjacente à University of London Student Union, School of Oriental and African Studies, e Christ the King Church, o edifício é também a sede da Slade School of Fine Art.
O Instituto Warburg mantém uma biblioteca de pesquisa de mais de 350.000 volumes. Estes livros, excetuando-se um pequeno número de livros raros, estão disponíveis para empréstimo a qualquer pessoa. O Instituto também possui uma vasta coleção fotográfica e arquivos pessoais de Aby Warburg. O Instituto é notável por seu sistema único e inusual de referência: a coleção do Instituto é organizado por assunto de acordo com a divisão feita por Warburg da História Humana de acordo com as categorias da Ação, Orientação, Palavra e Imagem.

## Organização
Além de sua finalidade primordial como uma biblioteca acadêmica de referência, o Instituto aceita um pequeno número de estudantes todos os anos. O Instituto confere os graus de Master of Arts in Cultural and Intellectual History (Mestre em Artes na História Cultural e Intelectual) e Doctor of Philosophy (Doutor em Filosofia); o mestrado leva um ano e compõe-se de pensamento e pesquisa, enquanto o doutorado leva três anos de pesquisa. A ênfase destes programas é o desenvolvimento de habilidades interpretativas em assuntos acadêmicos diferentes, condizentes com a missão interdisciplinar do Instituto. Atenção considerável é tomada quanto às habilidades linguísticas e o conhecimento de fontes primárias; o Instituto acredita que estas áreas são injustamente negligencidadas por aspirantes a acadêmicos. O programa de 'Master of Arts' é um dos poucos na área de programas de pós-graduação não-clássicos no Reino Unido que requer fluência em Latim.

## Vida acadêmica
Alguns acadêmicos de renome associados ao Instituto Warburg são Ernst Cassirer, Henri Frankfort, Arnaldo Momigliano, Ernst Gombrich (que foi diretor de  1959 a 1976), Erwin Panofsky, Edgar Wind, Frances Yates, Anthony Grafton e Michael Baxandall. A equipe atual de acadêmicos continua a tradição do Instituto de pesquisa interdisciplinar através da História, Filosofia, Religião e Arte. O staff é enriquecido por um número variável de acadêmicos e estudantes universitários detentores de bolsas de estudo de curta e longa duração. Devido ao tamanho pequeno do staff, estudantes e usuários regulares, o Instituto mantém um ambiente amigável e informal.
Em conjunto com o Courtauld Institute of Art, o Instituto publica The Journal of the Warburg and Courtauld Institutes, um conceituado anuário de 300 páginas.

## Diretores do Instituto
2001- Charles Hope
1990-2001 Nicholas Mann
1976-1990 J. B. Trapp
1959-1976 Ernst Gombrich
1954-1959 Gertrud Bing
1949-1954 Henri Frankfort
1929-1949 Fritz Saxl

## Warburg Haus
Em 1993, foi fundada em Hamburgo, Alemanha, a Warburg Haus, um "segundo Instituto Warburg", cuja sede é localizada na casa construída por Aby Warburg para sediar sua famosa biblioteca.
A Warburg Haus tenta reconstituir os itens do acervo original da Biblioteca Warburg, já que a coleção original foi transportada para Londres no início da década de 1930 e hoje é a base do acervo do Instituto Warburg.